# کینسیل
کینسیل (به انگلیسی: Kinsale) یک شهرک در ایرلند است که در شهرستان کورک  واقع شده‌است. کینسیل ۲٬۴۱۳ نفر جمعیت دارد و ۱۰ متر بالاتر از سطح دریا  واقع شده‌است.

## خواهرخوانده
شهرهای نیوپورت، رود آیلند، پورتوفینو، Mumbles، آنتیب و Juan-les-Pins خواهرخوانده‌های کینسیل هستند.

## نگارخانه

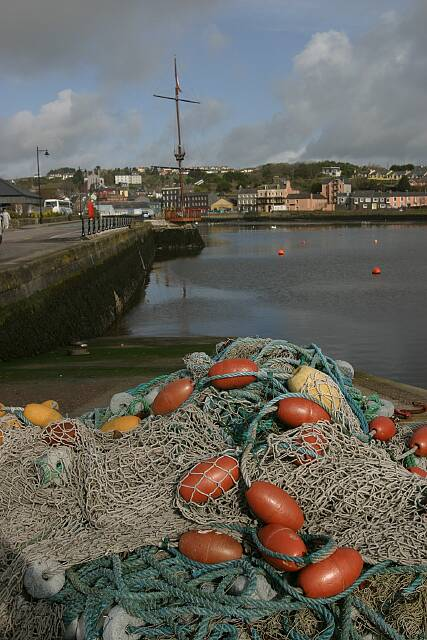
On the quayside
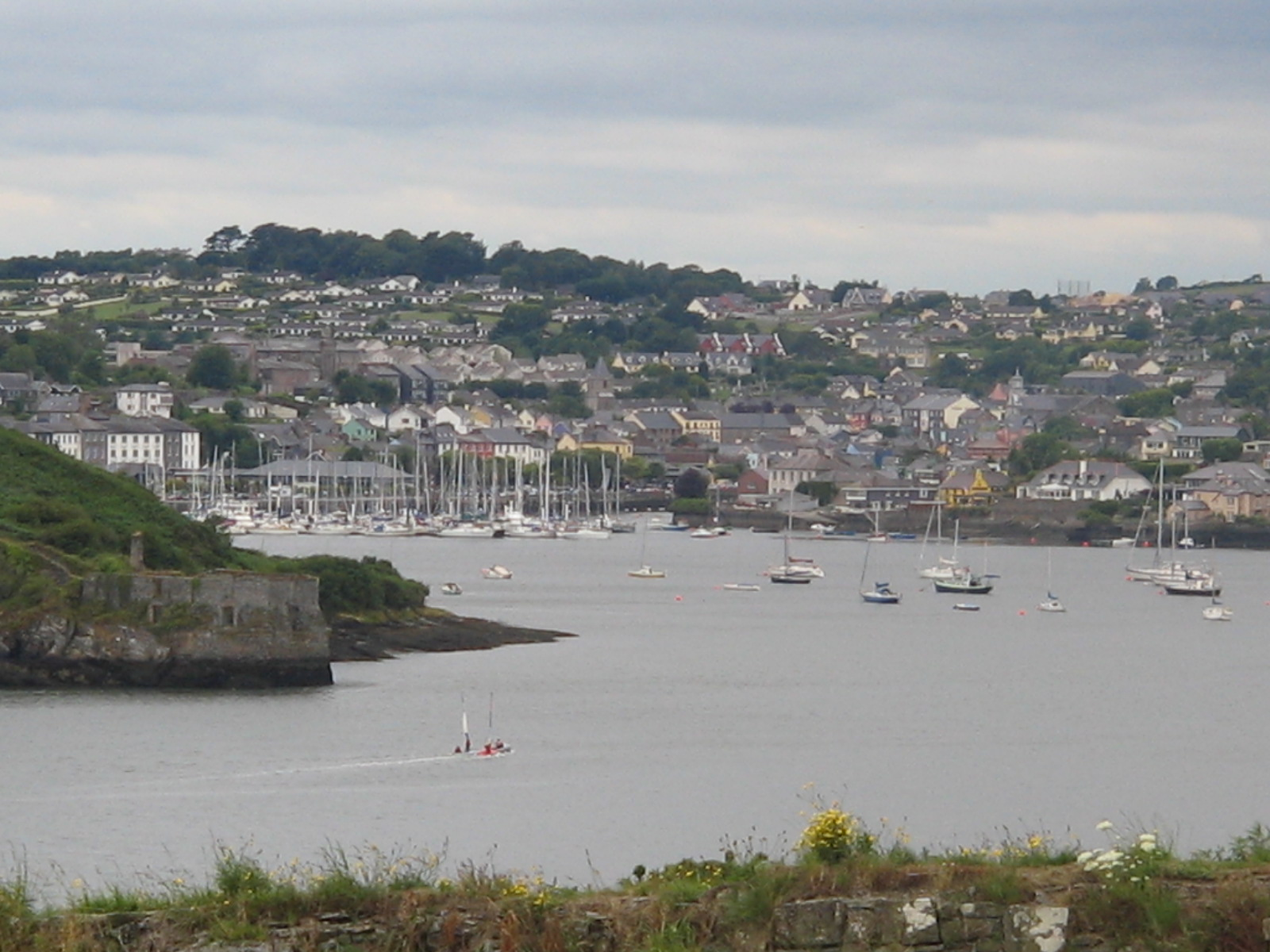
Harbour
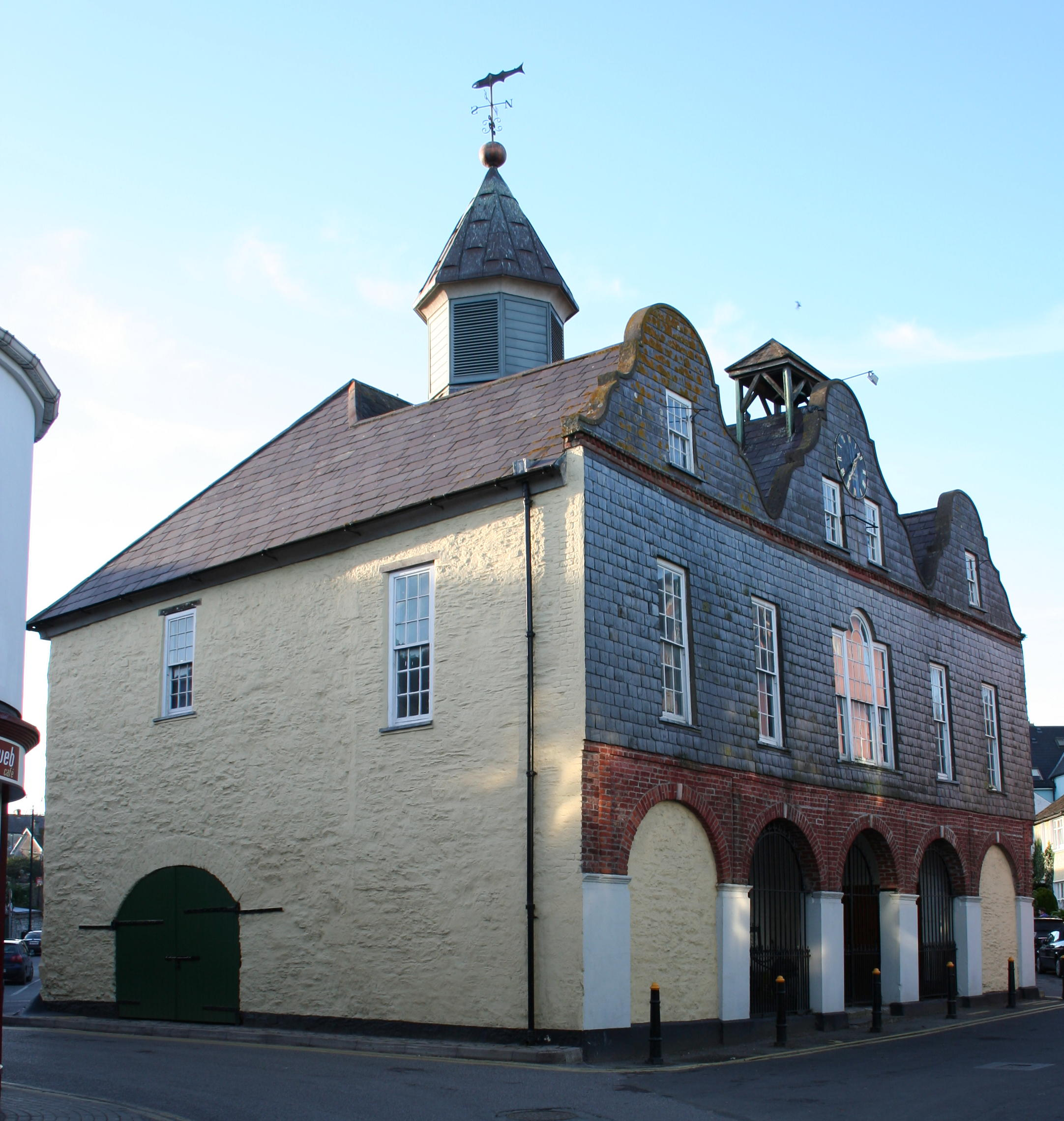
Market House (circa 1600)